# Гурахонц
Гурахонц (рум. Gurahonț) — село у повіті Арад в Румунії. Адміністративний центр комуни Гурахонц.
Село розташоване на відстані 357 км на північний захід від Бухареста, 79 км на схід від Арада, 111 км на південний захід від Клуж-Напоки, 102 км на північний схід від Тімішоари.

## Населення
За даними перепису населення 2002 року у селі проживали 2020 осіб.
Національний склад населення села:
| Національність | Кількість осіб | Відсоток |
| -------------- | -------------- | -------- |
| румуни         | 1960           | 97,0%    |
| цигани         | 38             | 1,9%     |
| угорці         | 9              | 0,4%     |
| українці       | 5              | 0,2%     |
| німці          | 5              | 0,2%     |

Рідною мовою назвали:
| Мова       | Кількість осіб | Відсоток |
| ---------- | -------------- | -------- |
| румунська  | 2002           | 99,1%    |
| угорська   | 8              | 0,4%     |
| українська | 5              | 0,2%     |